# Джумейра-Бич-отель

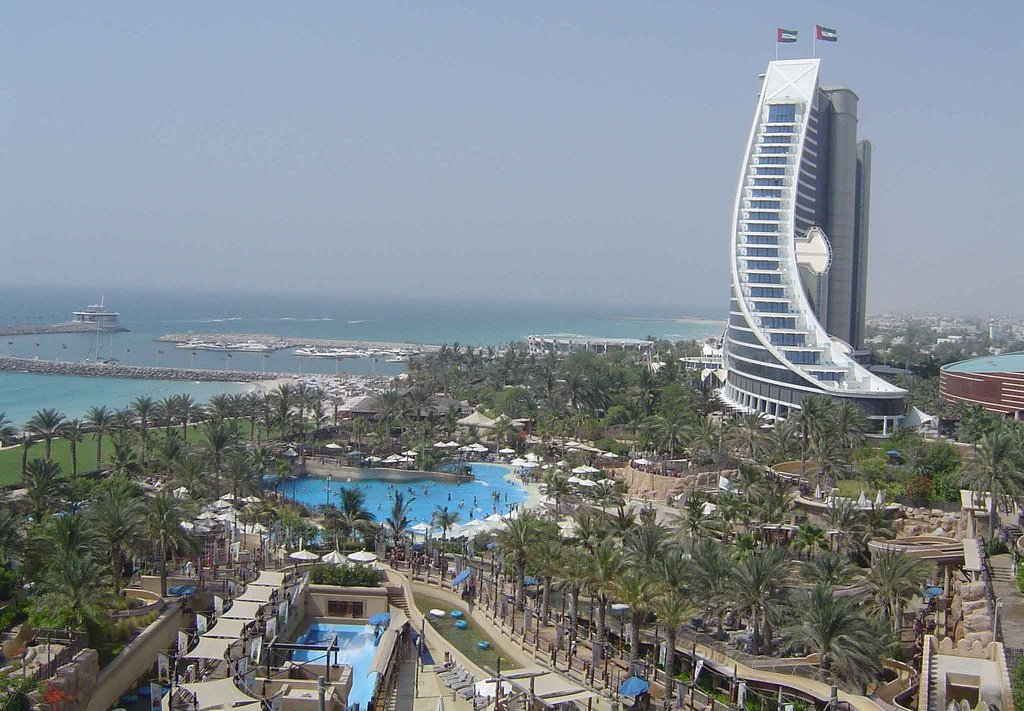

Джумейра-Бич-отель (англ. Jumeirah Beach Hotel, араб. فندق جميرا بيتش‎) — одна из крупнейших и известнейших гостиниц Дубая, ОАЭ.

## Общие сведения
Эта пятизвёздочная гостиница была открыта в 1997 году, став первой гостиницей корпорации Jumeirah Group. Построена в модернистском архитектурном стиле, в форме морской волны. «Джумейра-Бич-отель» расположен в центральной части города Дубай в районе Джумейра, напротив своего отеля-близнеца Бурдж-эль-Араб, на собственном песчаном пляже длиной в 900 метров. Расстояние от гостиницы до Дубайского международного аэропорта составляет 25 километров.
Высота «Джумейра-Бич-отеля» составляет 104 метра. На 26 этажах имеются 598 номеров, 22 ресторана, 4 плавательных бассейна, 7 теннисных кортов, сауна и собственный причал для яхт. Большой интерес гостей гостиницы вызывают также её настенные скульптуры высотой до 90 метров.